# انتقام چونگا
«انتقام چونگا» (به انگلیسی: Chunga's Revenge) آلبومی از هنرمند اهل ایالات متحده آمریکا فرانک زاپا است که در سال ۱۹۷۰ میلادی منتشر شد.